# Aciphylla simplex
Aciphylla simplex är en flockblommig växtart som beskrevs av Donald Petrie. Aciphylla simplex ingår i släktet Aciphylla och familjen flockblommiga växter. Inga underarter finns listade i Catalogue of Life.